# Осијек
Осијек (мађ. Eszék) је град у Хрватској и административно средиште Осјечко-барањске жупаније. Према резултатима пописа из 2021. на подручју Града Осијека је живело 96 848 становника, а у самом градском насељу је живело 75 916 становника. Смештен на подунавској равници на десној обали реке Драве 22 km од ушћа у Дунав. Осијек је четврти по величини град у Хрватској, највећи град у источном делу Хрватске и индустријско, управно, судско и финансијско седиште Славоније.

## Територијална организација
До нове територијалне организације у Хрватској, постојала је велика предратна општина Осијек. Општина Осијек простирала се на површини од 659 km², а на том подручју је према попису из 1991. године живело 165.253 становника, распоређених у 36 насељених места. После рата, општина Осијек је укинута. Формиран је Град Осијек (градско подручје) и општине: Антуновац, Владиславци, Вука, Ердут, Ернестиново, Чепин и Шодоловци.

## Географски положај
Географски положај града:
- северна ширина 45° 32'
- источна ширина 18° 44'
- надморска висина 90 m
- површина града 169 km²

Просечна годишња температура је 11 °C:
- пролеће — 11 °C
- лето — 21 °C
- јесен — 11,8 °C
- зима — 0,2 °C

Ваздух је прилично влажан, док током јесени и зиме има доста магле.

## Становништво
Тренутно најстарији писани помен Срба у Осијеку је у писму посљедњег српског деспота Павла Бакића краљу Фердинанду, у којем он пише да је од осјечких Срба сазнао о правцу кретања Турака. То писмо се датира на 30. мај 1534. године. Јохан Вилхелм фон Таубе у књизи о Славонији и Сријему пише да је Горњи град насељен само католицима Нијемцима, а Доњи град пола православним а пола католичким Славонцима, Илирима. Он разликује Илире од Хрвата, који су тада кајкавци. Град "Осек" је 1885. године био у Даљском изборном срезу за Српски црквено-народни сабор у Карловцима, са својих 1776 православних душа.

### Попис 2011.
По попису становништва из 2011. године, Град Осијек је имао 108.048 становника, распоређених у 11 насељених места:
- Бријест — 1.187
- Бријешће — 1.318
- Јосиповац — 4.101
- Клиса — 324
- Неметин — 139
- Осијек — 84.104
- Подравље — 357
- Сарваш — 1.184
- Тења — 7.376
- Тврђавица — 578
- Вишњевац — 6.680

Број становника по народности:
укупно: 108.048
- Хрвати — 96.746 (89.54%)
- Срби — 6.751 (6.25%)
- Мађари — 979 (0.91%)
- Албанци — 437 (0.4%)
- Немци — 263 (0.24%)
- Словаци — 261 (0.24%)
- Бошњаци — 257 (0.24%)
- Македонци — 189 (0.17%)
- Црногорци — 155 (0.14%)
- Роми — 136 (0.13%)
- Словенци — 118 (0.11%)
- остали и непознато — 1.464 (1.36%)

## Историја
Током раздобља римске власти на подручју данашњег Осијека постојао је римски град Мурса, у чијој се близини 351. године одиграла битка код Мурсе између цара Констанција II и узурпатора Магненција. Током средњег века, за време угарске власти, област око града Осијека припадала је старој Барањској жупанији, која је у то време обухватала и део подручја јужно од реке Драве, тако да Осијек никада није био у саставу Бановине Славоније. Ово подручје је потпало под турску власт у првој половини 16. века, а ослобођено је крајем 17. века.
"Осјек" је проглашен слободним и краљевским градом дипломом, издатом 24. марта 1809. године. По тој дипломи у граду су три римокатоличке парохије и једна православна.
Осјечка народна читаоница почела је са радом 1862. године. Ђаковачки бискуп Јосип Штросмајер је крајем те године приложио читаоници 1000 ф.
Лазар Томановић је био у Осијеку 1883. године и записао је да тада има 17.000 становника. Град је леп, главни у Славонији и по предивној синагоги би се рекло да је највише Јевреја, по говору на улици, да је највише Немаца, а и мађарски се говорио више него српски. Тада су Јевреји, Мађари и Немци у Срему говорили српским, а у Хрватској и Славонији немачким и мађарским језиком.
Осек (екавски) је 1905. године био слободан краљевски град, насељен после изгона Турака око краја 17. века, за време цара аустријског Фердинанда. У Осијеку постоји 1820. године III Латинска школа. Град има 1905. године 24.930 становника, у 2.960 домова. Има те године ПТТ комуникације, две жељезничке станице, две паробродске станице, 15 лекара, пет апотека и три болнице. Ту је једна реална гимназија и с њом спојена виша трговачка школа, једна краљевска мушка учитељска школа и једна виша девојачка школа. У Осијеку је у то време постојала и Државна осморазредна гимназија тј. Велика, на којој су се школовани и многи млади Србе, из средина где није било потпуне гимназије. 
Шећерана у Осијеку је отворена 1906. године.

## Срби у Осијеку
Писани документи из 16. века помињу у западном Срему присуство великог броја Срба. Они се налазе и у граду Осијеку, измешани са прво Угарима (Мађарима), а потом Турцима. Хрвати се готово ни не помињу на том простору, него се само среће спорадично појам "католик". Српски војвода Павле Бакић пише 1534. године цару Фердинанду, шта су његовом човеку - изасланику "рекли неки Срби у Осијеку". Пигафета члан аустријског посланства, које је ишло 1567. године у Цариград, ради мировног споразума између две државе, описао је у повратку, то путовање: "Из Сотина дођоше у Осијек, у ком су становници Угри, а има и нешто Срба". А 1572. године други непознати путописац, у пратњи аустријског посланика Давида Угнада, који је ишао такође у Цариград, води белешке. Враћајући се из Цариграда, помиње Осијек као: "град насељен од Турака и Срба". Путописац турски Евлија Челебија описује Осијек 1579. године. Између осталог каже за "султанову" (Сулејманову) џамију у Осијеку, да је пре била црква. Катастарски попис из исте године помиње ту пет турских махала, са око 300 муслиманских кућа, док је хришћанских око 20 кућа.
У једном документу из 1708. године, туже се осјечки Срби против тамошњих језуита. Ови насиљем покушавају да поунијате осјечке православце, који немају ту свог владику. Њихов старешина одговара вишим властима, на "жалбе Срба грчкога закона", и на другом месту их назива (погрдно) "Власима". Српска школа у Осијеку помиње се 1716. године (у Доњој вароши). Њен први познати учитељ био је 1726. године поп Никола Михајловић, за којим следи низ учитељских познатих имена. Тада је постојала мала дрвена православна црква, а у порти се сачувао гроб из 1726. године. И у осјечкој тврђави је постојала тада православна капела, при којој се последња литургија одслужила 27. априла 1763. године. Са оправком касарне иста је била порушена. Казаматска православна капела посвећена Св. Георгију је 1848. године од стране Мађара била претворена у магацин. Ту су се одвијале црквене службе и 1863. године. Посланик на Црквено-народном сабору био је 1744. године Манојло Фотовић из Осека. Из средине 18. века сачувана је књига Трговачког братства осјечког, које су чинили трговци Срби и Грци - "искључиво православци". Трговачки цех је тада казнио глобом и затварањем радње трговца Георгија Јовановића, због кршења цеховских правила. Марко Аксентијевић из Осијека је сачувао печет Карађорђев из 1813. године, из времена када је ту вожд избегао.
Епископ епархије Пакрачке био је 1843—1864. године Јосиф Крагујевић родом из Осијека. Замонашио се у манастиру Раковцу у Србији 1828. године, па 1838. године је постао титуларни архимандрит хоповски, да би 1842. године био генерални викар далматинске епархије и догодине њен владика.
Претплатник једне српске књиге био је 1794. године поред пароха, поп Аксентија Поповића и извесни Мирон Себишанин - "службеник" осјечке цркве. У Осијеку (Осеку - по српском) Атанасије Спајић је парох, а Срета Радосављевић ђакон 1820. године. По државном шематизму православног клира у Угарској из 1846. године град "Eszekinum" (Осијек по латинском) је имао 1911 православних душа. Православно парохијско звање је основано и црквене матрикуле се воде од 1762. године. Православна црква је сазидана у виду лађе 1750. године, посвећена је празнику Успенију Пресвете Богородице. По предању православци су намеравали да на "Параденплацу" подигну нову мању богородичину цркву, али су тек након интервенције војних власти, темељи било проширени - црква била већа. Темпло резбарен у барокном раскошном стилу је осликао иконописац Јанко Халкозовић из Новог Сада, око 1760. године. Нови храм који је дуго грађен, освештао је митрополит Павле Ненадовић. Многе црквене утвари и мобилијар, попут "неба", донети су из Беча.
На гробљу има капела грађена 1894. године у византијском стилу. У месту је те 1846. године српска православна црква, а свештенство православно чине пароси Спиридон Сенић и Лазар Бојић, као и јерођакон Јован Крагујевић. Поп Лазар Бојић је био свештеник православни у Осјеку 1838—1852. године, и бавио се књижевношћу (објавио књигу 1815). Умро је 1859. године парох поп Спиридон Јемић (Сенић?), а нови изабрани није био потврђен ни за седам година од стране Конзисторије. Проблем је био што православна парохија није била "под патронатом". Смењивали су се зато свештеници администратори. Попови Лазар Поповић (1860—1870) и Јован Јанотевић (1862—1870) су чести купци српских књига. Поп Александар Живановић био је професор и самостални катихета у тамошњим средњим школама. Објавио је 1900. године у Карловцима књигу под насловом "Наука о богослужењу или Православна литургика" - уџбеник за учење средњих школа. Исти свештеник је 1906. године у црквеном листу, оглашавао продају своје друге књиге, под насловом "Проповједи и ексхорти на недељна јеванђеља преко цијеле године...". Књига која кошта 4 к се могла добити само код њега у Осијеку. Председник црквене општине у месту био је Васа Муачевић а перовођа Стеван Страјнић. Осијечки парох 1906. године је поп Лазар Богдановић родом из Осека, и јавља се као кандидат СНСС у Даљском срезу. У родном месту је служио већ десет година. Његов помоћник капелан је поп Јован Николић родом из Петроваца код Вуковара, служи као администратор систематизоване капеланије од 1906. године. Ту су две парохије, друге и пете платежне класе. У Осијеку живи тада пензионисани проф. српске православне Рељевске богословије у Босни, протојереј Филип Милошевић. Те 1905. године Храм је у добром стању у сваком погледу, има парохијски дом и уређену библиотеку и архиву. У библиотеци је највреднија књига србуљска литургија штампана у Венецији 1554. године. У порти је сахрањен костајнички епископ Јосиф Стојановић. Осим парохијске цркве налази се још у градским казаматима ц и к војничка православна капела. Посвећена је Св. Ђорђу, а од 1758—1763. године била је она у касарни поред "Јежовитске цркве", а од тада је смештена у казаматима. Постоји српско православно гробље из 1778. године отворено, са поменутом капелом.
Културни летопис осјечких Срба почиње у 18. веку. Рајићеву чувену историју српског и других народа узели су претплатници и у Осијеку 1794. године. Били су то писмени грађани - купци: Јован Аугустиновић, Јован Хаџи Јовановић, Антоније Јовановић, Христифор Антонијевић, Аксентије Шевић, Максим Божић, Тимотеј Вуковић, Павел Нешковић, Козма Кљајић, Мојсеј Јовановић, Симеон Вировац, Игњатије Крагујевић, "благородни" Николај Дука и Данил Којадиновић. На другом пункту окупили су се "благородни" житељи Василије Коић, Јован Јурковић и Георгије Магарашевић.
Осјечки учитељ Стефан Рајић је не само педагог, већ и педагошки писац који крајем 18. века објављује своје расправе. Прво је 1794. године написао и посветио свом оцу у Темишвару, дело под насловом: "Разсужденије о недостацих васпитанија", које је угледало свет у Бечу. Та књига се могла набавити код неколико продаваца широм српства, а у Осијеку код Василија Нешковића. Књигу васпитну звану "Простосрпска баштица" коју је написао Стефан Рајић Осјечанин, помогли су да буде објављена 1800. године мајстори осјечких цехова - абаџијског и капамаџијског. Рајић је 1794—1797. године учитељ доњоварошке Осјечке школе, а касније (1839) он је месни парох. Купац је познате Рајићеве "Историје" 1794. године. Био је то довољно образован човек, да преведе тада на "прост сербски језик", дело Славонца, Антонија Рељковића: "Сатир...", Будим 1807. године.
Духовну књигу атрактивног назива, преведену на српски језик набавили су 1803. године, Осјечки Срби: Павел Нешковић, Симеон Бајчић и Сава Седларовић. Биографије славних људи узео је да чита 1807. године пренумерант Осјечки, Василије Шевић купец. Претплату за бечке "Новине сербске" скупљали су 1813. године Осечани, Јован от Бекеш и Арон Давидовић "брухајн". Биографије славних Срба "мужева" набавио је претплативши се 1815. године Антоније Логиновић ђакон осјечки. Купац једне српске књиге 1829. године, био је Петар Седларевић ђакон и учитељ осјечки. Одмах по оснивању Матице српске у Пешти, фебруара 1826. године, за њеног члана се међу првима уписао Јован Кнежевић трговац осјечки. У Осијеку је 1846. године српска народна вероисповедна школа коју похађа 74 ђака, под учитељима Јованом Јанковићем (ту и 1820) и Јованом Мојсиловићем.
Стојковићеву "Физику" купио је 1802. године у оквиру пренумерантског пункта, Антоније Симеоновић месни учитељ. Димитрије Милошевић је 1867—1870. године српски народни учитељ, који је завршио Сомборску препарандију 1866. године. Године 1905. године ради српска вероисповедна школа и налази се у здању доњоварошке комуналне школе. Председник Школског одбора је Лазар Богдановић, перовођа учитељ Котин, школски управитељ Сава Диклић, а старатељ Коста Дивјак. Учитељско тело чинили су тада: Ђена Кротин родом из Титела, стално намештен, Лазар Ђурђевић привремено намештен и Владислава Мороквашић учитељица ручног рада родом из Осијека, привремено намештена. Школске деце је било мало: за редовну наставу 69 од 127 стасалих, а у недељну школу ишло њих осам од 125 припадајућих.
Године 1820. поред свештеника и учитеља, књигу набављају и Петар Поповић адвокат, Леонтије Аргировић архиваријус и десетак трговаца. Осјечко српско грађанство је имало богат културни живот у 19. веку. Читалачка публика радо и често купује српске књиге писане на ћирилици, уз коју се држи и поједини отмени Хрвати, поготову они у жупанијским телима и органима. Готово сваку књигу Вука Караџића набављају Осјечани. Навешћемо само по нешто из те занимљиве историје. Занимљив је списак претплатника на последњим странама Вукове ћириличне књиге о српским народним приповеткама из 1870. године. у Осијеку су била два претплатничка "пункта" око скупљача. Један је формирао Србин Милан Атанасијевић жупанијски први подбележник који је скупио 28 претплатника, и чија су презимена исписана ћирилично "по српски" - осјечке господе, на челу са великим жупаном Петром Пејачевићем који се још потписује ту са "царски коморник и дејствитељни тајни саветник, власник реда царског аустријског Леополдовог, и реда Исусовог, св. оца Папе". Други пункт је образован око очигледно Хрвата, тамошњег гимназијског професора Јосипа Павеца, са списком претплатника (29) који је исписаним латиницом, изузев неколико ћириличних српских презимена (пет ученика). Ћирилицу су радо читали и књиге на њој куповали, богати и учени без обзира на националну припадност - Осјечки грађани, његова стварна елита. Тако су ствари стојале у Славонији, у грађанском миљеу тадашњег Осијека, у другој половини 19. века. Године 1845. од Вука сабране српске песме читају Срби Осјечани: парох Лазар Бојић, Јован Цесаров лајтант, Василије Атанасијевић лекар, адвокати Ћирил Исаиловић, Мојсило Георгијевић и Теодор Петровић, постмајстор Ђорђије Хаџић, и "шпекуланти" (трговци) Гавриловић и Аксентијевић. Књигу под насловом "Српски рјечник истумачен њемачкијем и латинскијем речима", коју је објавио Вук Караџић у Бечу 1852. године, узело је преко лекара Атанасијевића, 22 читаоца у Осијеку.
Купци Вукове ћириличне историјске књиге, били су 1860. године "први" Срби у Осијеку (њих 12): поп Атанасије Поповић осјечки парох и даљски протопрезвитер, Вјекослав Голуб "равнатељ" гимназије, Петар Јовановић градски судија у пензији, Васа Атанасијевић варошки "физик" (лекар), Јован и Ђорђе Јурковић племићи, Ђорђе Контић саветник урбаријалног суда и трговци - браћа Ђорђе и Стефан Костић, Аргировић, Песић, Аксентијевић и Радановић Вук је омиљени писац међу Осијечанима и 1862. године, а пренумеранти су били (њих 35): Васа Атанасијевић физик градски, жупанијски званичници, градски адвокати Стефан Недељковић, Марко Тајичевић и др Анте Стојановић, Паво Коларић градски старешина, Јован Нешковић благајник, Срби трговци Јован и Димитрије Тајичевић, Бадановић, Аргировић, Аксентијевић, Недељковић, Песић, Васа Атанасијевић млађи - први градски подбележник и други грађани. На скупштини Матице српске у Пешти одржаној 1866. године учествовао је нови, једини члан из "Осека" адвокат Исидор Исајловић, који је уплатио 50 ф. на име пуне чланарине. Марко Аксентијевић је јануара 1866. године приложио на Беседи и забави, Омладине српске будимско-пештаске 10 ф. Чланови Друштва за Српско народно позориште у Новом Саду су 1866. године били Осјечани: месна Црквена општина, судац Петар Јовановић, Марко Аксентијевић и Петар Вујић. Вукову књигу о српском народу прибавило је претплатом 47 читалаца у Осјеку. Купац је и "Православна осјечко-српска црква" за своју библиотеку. Вредни пажње су осим највиших званичника жупаније и високих официра, градски званичници - три "старешине" Паво Коларић, Матија Стојановић и Никола Живановић, затим Васа Атанасијевић главни градски бележник, Анте Јовановић први градски бележник, Александро Лужински градски геометар, четири адвоката и једанаест трговаца, администратор поп Јаношевић, Васа Радановић иконом и два епитропа. Дуг је списак грађана Осјека, православних и католика који су набавили ћириличну књигу преведених псалама 1868. године (њих 60!): Петар гроф Пејачевић врховни жупан Вировитички, Лазар Давидовић први поджупан, Петар Георгијевић "генералкасе прецептор", Петар Малаћ адвокат, Давид Миланковић судски саветник, Јован Живановић равнатељ, Паја Коларић старешина градски, др Васа Атанасијевић физик, Станко Петровић епитроп, пароси осјечки Јован Поповић и Јован Јесинешевић, православна црквена општина осјечка и други.
1868. основана је Српска читаоница у Осијеку.
"Српска штедионица дд у Осеку" основана је 1899. године као задруга, а од 1906. је дд. Васа Муачевић је био председник завода 1905. године, Александар Поповић управитељ а Славко Јовичић књиговођа. Деоничка главница је износила 100.000 к, а чиста добит у 1907. години износила је 17.093 к 86 нов.
У Осијеку 1905. године има 2.092 Србина православна и 320 кућа. Од српских јавних здања ту су православна парохијска црква и народна школа. У граду делује "Српска добротворна задруга у Осеку". Окупиле су се пожртвоване даме око хуманитарних циљева и за своју славу узеле су Св. Ђорђа. Било је ту 13 оснивача, 40 редовних чланова, 31 помажући, и један почасни члан. Друштвени капитал износио је 110 к, а на челу су биле: председница Мара Муачевић, деловођа прота поп Лазар Богдановић, благајница Мила Радановић.
Маја 1906. године одржан је у Осијеку девети конгрес Српских земљорадничких задруга у Угарској. 
Октобра 1906. године на земаљском саборском избору у Војнићу је победио кандидат Српске народне самосталне странке, Васо Муачевић велепоседник и народни заступник из Осијека. Добио је 261 глас, а противкандидат Хрватске пучке сељачке странке само 65 гласова. Муачевић је тада кандидован у Слуњском срезу, и био поборник српско-хрватске слоге. Говорио је Муачевић као председник скупштине своје странке СНСС у Осијеку "главном граду Славоније" три године раније - 1903: "како ми Срби данас још нисмо равноправни са својом хрватском браћом. Наше име, наше писмо, наша српска застава потискује се, школе нам српске наше затворише, а ових другијех не даду".

### Други свјетски рат
Лав Досједел, свештеник из Белог Брда, срез Осијек, овако описује мучење у осијечком затвору: "Дању и ноћу морали смо стајати, јер није имало где да се седне а камоли легне. Појединци су од умора, жеђи и глади падали у несвест, док су неки, а нарочито живчано слабији, полудели. Увече је увек почињало суђење. Изводили су нас у салу пред судију — усташу у црној униформи који је одређивао казне: кундачење, батинање по голом телу наквашеним ужетом, набијање трновог венца на главу, лизање пода, гутање гуме (многи су издахнули у страшним мукама удавивши се — гумом). узајамно уједање, истезање тела конопцима, пробијање зглобова итд. Све ово одиграло се уз непрестано кундачење од пијаних усташа. Ујутру одводили би нас потпуно изнемогле натраг у собе, да продужимо муке стојећи без мицања на једном месту".
Из Осијека и околних села Даља и Бијелог Брда насилно су пресељене 93 староседелачке породице, које су прво отеране у Босну а затим пребачене у Србију. У њихове куће насељени су Хрвати из Далмације
У Осијечком срезу порушене су православне цркве у Даљу, Тењи и Осијеку.
Српска православна црква у Бијелом Брду, срез Осијек „преуређена је у католичку, а све драгоцености жупници су однели у Осијек“.

## Попис 1991.
На попису становништва 1991. године, насељено место Осијек је имало 104.761 становника, следећег националног састава:
| Попис 1991.‍     | Попис 1991.‍  | Попис 1991.‍ | Попис 1991.‍ | Попис 1991.‍ |
| --------------- | ------------ | ----------- | ----------- | ----------- |
|                 |              |             |             |             |
| Хрвати          | Хрвати       |             | 74.254      | 70,87%      |
| Срби            | Срби         |             | 15.985      | 15,25%      |
| Југословени     | Југословени  |             | 6.015       | 5,74%       |
| Мађари          | Мађари       |             | 1.344       | 1,28%       |
| Муслимани       | Муслимани    |             | 570         | 0,54%       |
| Црногорци       | Црногорци    |             | 485         | 0,46%       |
| Словенци        | Словенци     |             | 353         | 0,33%       |
| Албанци         | Албанци      |             | 352         | 0,33%       |
| Словаци         | Словаци      |             | 288         | 0,27%       |
| Македонци       | Македонци    |             | 272         | 0,25%       |
| Немци           | Немци        |             | 190         | 0,18%       |
| Роми            | Роми         |             | 168         | 0,16%       |
| Русини          | Русини       |             | 88          | 0,08%       |
| Чеси            | Чеси         |             | 64          | 0,06%       |
| Украјинци       | Украјинци    |             | 46          | 0,04%       |
| Бугари          | Бугари       |             | 29          | 0,02%       |
| Пољаци          | Пољаци       |             | 23          | 0,02%       |
| Руси            | Руси         |             | 23          | 0,02%       |
| Румуни          | Румуни       |             | 22          | 0,02%       |
| Јевреји         | Јевреји      |             | 19          | 0,01%       |
| Италијани       | Италијани    |             | 15          | 0,01%       |
| Грци            | Грци         |             | 5           | 0,00%       |
| Турци           | Турци        |             | 5           | 0,00%       |
| Аустријанци     | Аустријанци  |             | 4           | 0,00%       |
| Власи           | Власи        |             | 1           | 0,00%       |
| остали          | остали       |             | 138         | 0,13%       |
| неопредељени    | неопредељени |             | 2.592       | 2,47%       |
| регион. опр.    | регион. опр. |             | 316         | 0,30%       |
| непознато       | непознато    |             | 1.095       | 1,04%       |
| укупно: 104.761 |              |             |             |             |

## Насељена места бивше општине Осијек, попис 1991.
Општина Осијек
- површина: 659 km²
- бр. становника: 165.253
- бр. насељених места: 36

Ада (319), Аљмаш (823), Антуновац Тењски (2.692), Бекетинци (755), Бијело Брдо (2.400), Брешће (953), Бријест (1.029), Вишњевац (7.204), Владиславци (1.318), Вука (1.290), Даљ (5.515), Дивош (105), Допсин (647), Ердут (1.459), Ернестиново (1.495), Јовановац (1.554), Јосиповац (4.043), Копривна (219), Ласлово (1.298), Ливана (634), Неметин (400), Овчара (1.146), Осијек (104.761), Палача (413), Паулин Двор (168), Петрова Слатина (319), Подравље (467), Сарваш (1.839), Силаш (680), Тврђавица (1.014), Тења (7.663), Храстин (395), Чепин (8.745), Чепински Мартинци (753), Чокадинци (252) и Шодоловци (486).

## Знаменитости
Осијек се састоји из старог града — Тврђе — изграђеног почетком 18. века у барокном стилу, — затим Горњег, Доњег и Новог града са класицизмом, хисторицизмом и сецесијом, као и Ретфале и Вишњевца. За своју величину град Осијек има много зеленила: 17 паркова са укупном површином од 394.000 m².
Осијек има једанаест католичких жупа, две православне, једну евангелистичку, Еванђеоски теолошки факултет, Јеврејску општину, самостан фрањеваца и капуцина као и резиденцију Дружине Исусове.

## Познате личности
- Адолф Валдингер (сликар 19. века)
- Акакије Станковић (православни епископ)
- Андрија Мохоровичић (метеоролог и сеизмолог)
- Бела Чикош Сесија (сликар, представник хрватске сецеије)
- Бранимир Главаш (хрватски политичар)
- Бранко Лустиг (филмски продуцент)
- Бранко Михаљевић (композитор, књижевник, новинар)
- Весна Дедић (српска новинарка и књижевница)
- Весна Шкаре Ожболт (председница странке ДЦ)
- Владимир Крстић (кошаркаш)
- Владимир Херзог (бразилски револуционар, професор и новинар)
- Владимир Шекс (председник Хрватске скупштине)
- Давор Шукер (фудбалер)
- Драган Анђелић (уметник)
- Златко Пејаковић (певач)
- Јагода Трухелка (књижевница)
- Јагода Цветичанин (пијанисткиња)
- Јасна Шекарић (репрезентативка Србије у стрељаштву)
- Јелена Докић (српска тенисерка)
- Јосип Бочек (рок гитариста)
- Јосип Јурај Штросмајер (хрватски бискуп и политичар)
- Јосип Франк (хрватски екстремно десни политичар)
- Кирил Наумов (виолинист)
- Коста Перовић (српски кошаркаш)
- Лавослав Ружичка (хемичар, добитник Нобелове награде)
- Марко Бабић (фудбалер)
- Мирослав Шкоро (певач и композитор)
- Роберт Шпехар (фудбалер)
- Себастијан Лехнер (цртач стрипа)
- Ненад Бјелица (фудбалер)
- Слободан Цветичанин (оперски певач)
- Слободанка Чоловић (атлетичарка)
- Фердо Шишић (историчар)
- Фрањо Крежма (композитор и виолиниста)
- Фрањо Шепер (кардинал)
- Жежељ Дарко (музичар)
- ђумић Ђуро (музичар)

## Партнерски градови
| Мађарска            | Печуј, Мађарска            |
| Њемачка             | Пфорцхајм, Немачка         |
| Словенија           | Марибор, Словенија         |
| Босна и Херцеговина | Тузла, БиХ                 |
| Румунија            | Плоешти, Румунија          |
| Швајцарска          | Лозана, Швајцарска         |
| Словачка            | Нитра, Словачка            |
| Мађарска            | Будимпешта округ, Мађарска |
| Србија              | Суботица, Србија           |
| Србија              | Призрен, Србија            |